# Episodi di Ultimate Spider-Man (prima stagione)
La prima stagione della serie animata Ultimate Spider-Man è stata trasmessa in prima visione negli Stati Uniti d'America da Disney XD dal 1º aprile al 28 ottobre 2012 Ispirandosi liberamente all' omonima collana a fumetti creata da Brian Micheal Bendis e Mark Bagley.
In Italia è iniziata su Disney XD il 2 luglio 2012, mentre in chiaro su Rai 2 dal 28 ottobre dello stesso anno. Successivamente la serie è stata replicata su Rai Gulp dall'8 aprile 2013.
| nº | Titolo originale           | Titolo italiano                | Prima TV USA      | Prima TV Italia   |
| -- | -------------------------- | ------------------------------ | ----------------- | ----------------- |
| 1  | Ready to have power(1)     | pronto ad avere un potere? (1) | 1º aprile 2012    | 2 luglio 2012     |
| 2  | Ready to have power(2)     | pronto ad avere un potere (2)  | 1º aprile 2012    | 3 luglio 2012     |
| 3  | Doom                       | Predestinato                   | 8 aprile 2012     | 4 luglio 2012     |
| 4  | Venom                      | Venom                          | 15 aprile 2012    | 5 luglio 2012     |
| 5  | The iron spider holiday    | Il volo di Iron Spider         | 22 aprile 2012    | 6 luglio 2012     |
| 6  | Why I Hate Gym             | Perché io odio la ginnastica   | 29 aprile 2012    | 9 settembre 2012  |
| 7  | Exclusive first            | L'esclusiva                    | 6 maggio 2012     | 9 settembre 2012  |
| 8  | Spider versus spider       | Il ragno nero                  | 13 maggio 2012    | 16 settembre 2012 |
| 9  | Field Trip                 | Gita didattica                 | 20 maggio 2012    | 16 settembre 2012 |
| 10 | Freaky                     | Assurdo                        | 17 giugno 2012    | 23 settembre 2012 |
| 11 | The venom                  | Velenoso                       | 24 giugno 2012    | 23 settembre 2012 |
| 12 | mayday                     | Tempo libero                   | 1º luglio 2012    | 30 ottobre 2012   |
| 13 | Strange                    | Il dottor Strange              | 8 luglio 2012     | 7 ottobre 2012    |
| 14 | Awesome                    | Il piccolo Andy                | 15 luglio 2012    | 14 ottobre 2012   |
| 15 | For Your Eye Only          | Solo per il tuo occhio         | 22 luglio 2012    | 21 ottobre 2012   |
| 16 | Beetle Mania               | Beetle Mania                   | 29 luglio 2012    | 28 ottobre 2012   |
| 17 | Snow Day                   | Giorno di neve                 | 5 agosto 2012     | 4 novembre 2012   |
| 18 | Damage                     | La squadra distruttrice        | 19 agosto 2012    | 11 novembre 2012  |
| 19 | Home Sick Hulk             | Una casa per Hulk              | 9 settembre 2012  | 18 novembre 2012  |
| 20 | Run Pig Run                | Spider Pork                    | 16 settembre 2012 | 25 novembre 2012  |
| 21 | I Am Spider-Man            | Io sono Spider-Man             | 23 settembre 2012 | 2 dicembre 2012   |
| 22 | The Iron Octopus           | Iron Octopus                   | 30 settembre 2012 | 9 dicembre 2012   |
| 23 | Not a Toy                  | Non è un giocattolo            | 7 ottobre 2012    | 16 dicembre 2012  |
| 24 | The Attack of the Beetle   | L'attacco dello scarabeo       | 14 ottobre 2012   | 23 dicembre 2012  |
| 25 | Revealed (1)               | Rivelato                       | 28 ottobre 2012   | 30 dicembre 2012  |
| 26 | The Rise of the Goblin (2) | L'ascesa del Goblin            | 28 ottobre 2012   | 6 gennaio 2013    |

## Un grande potere
- Titolo alternativo italiano proposto da Disney+: Un grande Potere

Peter Parker è ormai Spider-Man da un anno e, un giorno, riceve da Nick Fury (capo dello S.H.I.E.L.D.) la proposta di entrare nei ranghi della sua organizzazione. Il ragazzo inizialmente rifiuta, ma dopo una lotta con i Terribili Quattro, un gruppo composto da Klaw il signore del suono, Thundra, Wizard e Trapster, capisce di dover migliorare ed accetta la proposta di Fury.

## Una grande responsabilità
Titolo alternativo italiano proposto da Disney+: Una grande Responsabilità
Spider-Man, appena entrato nello S.H.I.E.L.D., deve superare una prova per imparare ad arrecare il minor danno possibile in battaglia, ma il test viene interrotto perché Fury gli mostra la spider-moto, una moto super tecnologica che l'arrampicamuri deve imparare a guidare. Mentre lo fa, gli si presentano altri quattro giovani eroi ovvero Power Man, White Tiger, Nova e Iron Fist, che si rivelano essere i componenti della squadra di cui è capo il tessi-ragnatele. Spidey inizialmente rifiuta, ma dopo il ritorno dei Terribili Quattro, lavorando in squadra, accetta.

## Predestinato
Spidey e Nova litigano su chi dei due sia il più forte, causando dei danni allo S.H.I.E.L.D. Per ripararli decidono di catturare uno dei nemici più pericolosi, ovvero il Dottor Destino. Riescono nell'impresa facilmente e lo portano sull'elivelivolo dello S.H.I.E.L.D., ignorando però il vero piano di questo, cioè far esplodere il reattore all'interno del mezzo. Dopo una dura lotta riescono a fermarlo e a riportarlo a Latveria.

## Venom
Il malvagio Dottor Octopus ordina ad un robot di prendere un campione di sangue di Spider-Man, riuscendoci. Lavorando sul campione ottenuto, Octopus crea Venom, una creatura perfida capace di impadronirsi dei corpi e dei poteri altrui. Il simbionte nero irrompe ad una festa organizzata da Harry Osborn e, dopo aver preso possesso dei corpi di quasi tutti gli eroi, arriva a Spider-Man che però si ribella e lo sconfigge.

## Il volo di Iron Spider
Combattendo un criminale chiamato Living Laser, Spider-Man incontra Iron-Man e, adulandolo, ottiene un'armatura ipertecnologica simile a quella di Tony Stark, ma più adatta al tessi-ragnatele. Inizialmente, il ragazzo ha dei problemi ad usare l'Iron-Spider (come è stata nominata) ma, in seguito ad un nuovo attacco di Living Laser, supera le difficoltà ed impara a padroneggiarla bene.

## Perché io odio la ginnastica
Dopo una lotta con il criminale Batroc, Spider-Man e White Tiger devono vedersela con Taskmaster che, sotto incarico di Octopus, si spaccia per l'insegnante di ginnastica di Peter.

## L'esclusiva
Mary Jane Watson cerca lavoro al Daily Bugle e, per entrarci, decide di girare un video sul combattimento tra Spider-Man ed Hulk contro Zzzax.

## Il ragno nero
In città gira un nuovo Spider-Man vestito di nero e tutti lo credono migliore dell'originale tessi-ragnatele. Peter fin dall'inizio sospetta che il nuovo Spider-Man sia un Venom ancora sotto controllo, ed i suoi presentimenti si rivelano veri quando il ragno nero (che si rivela essere Harry) perde il controllo, diventa Venom ed attacca Spider-Man, ma l'eroe riesce nuovamente a sistemare le cose.

## Gita didattica
Durante una gita scolastica, Peter e la squadra intervengono come supereroi per aiutare Thor a fermare un Gigante di Ghiaccio. Toccando un medaglione incantato, Thor cade sotto il sortilegio di suo fratello Loki e si trasforma in una rana. Per aiutarlo Spider-Man e il suo team si dirigono ad Asgard dove vengono muniti di armi speciali.

## Assurdo
Spider-Man e Wolverine si trovano ognuno nel corpo dell'altro per colpa del criminale Mesmero, quindi devono ritrovarlo per rieffettuare lo scambio di corpi. Ma sarà difficile perché il ritorno di Sabretooth e un compito in classe difficilissimo li metteranno nei guai.

## Velenoso
Batroc Il Saltatore viene aggredito, dopo aver compiuto una rapina, da un misterioso essere che sembra Spider-Man. Peter sospetta subito che il simbionte abbia ripreso il controllo del suo amico Harry e i suoi sospetti risultano fondati quando Harry, a causa di una discussione con Norman, si trasforma in Venom e attacca ripetutamente suo padre. Spidey rivelerà l'identità dell'ospite di Venom al suo team (ma non a Fury) e poi creerà un siero, l'Anti Venom, che riporta Harry alla normalità.

## Tempo libero
Dopo aver fermato il criminale Vortice, Spider-Man decide di prendersi una pausa, ma il Dottor Octopus decide di rovinargliela cercando di catturarlo.

## Il dottor Strange
Quasi tutti i cittadini sono in preda ai loro incubi peggiori, ma Spider-Man ed Iron Fist sono ancora svegli. Per svegliarli, decidono di chiedere aiuto al Dottor Strange, che ha intuito che è tutta colpa di uno stregone, Incubo, che acquisisce forza con l'aumentare degli incubi delle persone.

## Il piccolo Andy
Spider-Man, per un progetto di scienze, ruba un oggetto creato dal Dr. Connors. Proprio mentre sta per presentare il progetto, esso prende vita e si ingrandisce fino a diventare gigante.

## Solo per il tuo occhio
Spider-Man e Fury devono fermare la Zodiac, un'organizzazione criminale comandata da Scorpio, fratello di Fury. Per farlo, Spider-Man viene munito di una corazza, di un cannone spara-ragnatele e dei dischi rotanti.

## Beetle Mania
Spider-Man e il suo team devono proteggere J. Jonah Jameson dal criminale Beetle, arrabbiato con il capo del Daily Bugle perché ha parlato male del criminale scarabeo in un notiziario.

## Giorno di neve
Spider-Man e il suo team disubbidiscono a un ordine dello S.H.I.E.L.D., andando in una spiaggia su un'isola in mezzo al mare, dove però incontrano il supercriminale Uomo Sabbia, che li mette nei guai usando i suoi poteri legati alla sabbia.

## La squadra distruttrice
Spider-Man e il suo team tentano di fermare la Squadra Distruttrice, ma finiscono col provocare molti danni all'elivelivolo dello S.H.I.E.L.D., motivo per cui Nick Fury assegna al gruppo il compito di rimediare al disastro con la società di pulizia Damage Control, ma Spider-Man sospetta qualcosa che si rivelerà vera.
Note: L'episodio è stato creato in omaggio a Dwayne McDuffie (disegnatore originale di Ben 10) morto nel febbraio 2011.

## Una casa per Hulk
Hulk si rifugia in casa Parker, dove viene ospitato da Peter/Spider-Man che, per sapere la vera identità del mostro verde, gli svela la sua. Inoltre insieme fermano le Falangi, una razza aliena intenta a catturare Hulk.

## Spider-Pork
Loki trasforma Spider-Man in un porcellino, e per di più in quel giorno si svolge la caccia al maiale dei guerrieri Asgardiani, che cercano in tutti i modi di prendere Spider-Man.

## Io sono Spider-Man
A scuola è in corso una recita su Spider-Man in cui Peter e Flash Thompson (nei panni del protagonista) devono vedersela con Trapster.

## Iron Octopus
Il Dr.Octopus prende il controllo delle armature di Iron Man e ne costruisce una propria, tutto per minacciare gli Osborn. Fortunatamente Tony Stark e Spider-Man (con l'armatura di Iron Spider) lo fermano.

## Non è un giocattolo
Spider-Man e Capitan America devono fermare il Dottor Destino che, studiando lo scudo di Cap, vuole costruire delle armi molto potenti per conquistare la città.

## L'attacco dello scarabeo
Peter cerca di evitare che zia May e Coulson si mettano insieme durante un appuntamento, che però viene interrotto dal ritorno di Beetle, che vuole vendicarsi dell'agente Coulson per un conto in sospeso.

## Rivelato
Durante una serata con Harry e Norman Osborn, Peter si ritrova a dover chiamare il suo team per affrontare I Terribili Quattro. Una volta risvegliato, Spider-Man si ritrova nella base di Octopus (che gli rivela che il suo sangue è la fonte di nascita di Venom) che sta svolgendo un esperimento. Esso consiste nel fondere il sangue di Spider-Man e quello di Venom, ed il risultato è una sostanza verde che trasforma Norman Osborn nel terribile Green Goblin.

## L'ascesa del Goblin
Spider-Man, il suo team e lo S.H.I.E.L.D. vanno a scuola dove riaffrontano Goblin, lo scontro si sposta poi nell'elivelivolo dello S.H.I.E.L.D., dove Harry ridiventa Venom.
Dopo lo scontro, la distruzione dell'elivelivolo e la presunta morte di Norman (o meglio, del Green Goblin), Harry giura vendetta verso Spider-Man, che ospita il suo team a casa sua (poiché i ragazzi abitavano nell'elivelivolo).